# Métropole de Glyfáda
La Métropole de Glyfáda (en grec byzantin : Ιερά Μητρόπολις Γλυφάδας, Ελληνικού, Βούλας, Βουλιαγμένης και Βάρης) est un évêché de l'Église orthodoxe de Grèce. Elle compte dix-neuf paroisses de la banlieue sud d'Athènes, réparties dans cinq dèmes (municipalités). 

## La cathédrale
C'est l'église Saints Constantin et Hélène de Glyfáda.

## Les métropolites
- Antónios (el) (né Dionýsios Avramiótis sur l'île de Corfou en 1958) depuis 2019.
- Paul (el) (né Tsaousoglou à Ermoupoli en 1934) a été intronisé le 1er décembre 2002 premier métropolite de Glyfáda. Il a occupé cette fonction jusqu'à son décès en 2019.

## Histoire
La métropole a été fondée en 2002 au détriment de celle de Néa Smýrni.

## Le territoire

### Doyenné de Glyfáda-Ellinikó
- Glyfáda
- Ellinikó

### Doyenné de Voúla
- Voúla
- Vouliagméni
- Vári

## Monastère

### Monastère d'hommes
- Monastère Saint-Nectaire de Terpsithéa à Glyfáda, fondé en 1993.

## Les solennités locales
- La fête des saints Constantin et Hélène le 21 mai.

## Les sources
- (el) Le site de la métropole : http://www.imglyfadas.gr